# Гаврилович, Александр
Александр Гаврилович (фр. Alexandre Gavrilovic; род. 25 ноября 1991, Страсбург, Франция) — французский профессиональный баскетболист, играющий на позиции центрового.

## Карьера
В 17 лет Гавриловича пригласили в молодёжную команду «Страсбура», в которой он провёл 2 сезона с 2008 по 2010 годы.
В 2010 году Гаврилович переехал в США. Первый год прошёл в подготовительной школе IMG Academy в городе Брейдентон, штат Флорида, а в 2011 году Александр поступил в Университет Дейтона в штате Огайо. В составе «Дейтон Флайерс» Гаврилович провёл 3 года, а в последнем сезоне поучаствовал в «Мартовском безумии», дойдя вместе с «Флайерс» до раунда Elite 8. В финале Южной региональной лиги, за шаг до «Финала четырёх», «Дейтон Флайерс» уступили «Флориде Гейторс».
Перед последним сезоном в США, Гаврилович перевёлся в университет Таусон, штат Мэриленд, и присоединился к команде «Таусон Тайгерс».
В 2015 году Гаврилович вернулся во Францию и подписал свой первый профессиональный контракт с клубом «Шораль Роан Баскет».
В 2017 году Гаврилович перешёл в «Эрмин Нант», а затем в «АЛМ Эврё».
В сезоне 2018/2019 Гаврилович выступал за «Балкан» с которым стал чемпионом Болгарии. В 30 матчах его статистика составила 9,4 очка и 7,1 подбора. В 11 матчах Кубка Европы ФИБА Александр набирал 13,5 очка и 8,4 подбора.
В июле 2019 года Гаврилович стал игроком «Цмоки-Минск». В составе команды Александр стал победителем Кубка Беларуси и вошёл в символическую пятёрку турнира как «Лучший центровой». В 15 матчах Единой лиги ВТБ Александр набирал 12,2 очка, 5,6 подбора, 1,1 передачи и 13,5 балла за эффективность действий. В 13 играх Кубка Европы ФИБА его статистика составила 13,9 очка, 6,1 подбора и 0,5 передач.
В июне 2020 года Гаврилович перешёл в «Нижний Новгород». Александр принял участие в 21 матче Единой лиги ВТБ, показав статистику в 5,5 очка, 2,5 подбора и 0,7 передачи. В 9 играх Лиги чемпионов ФИБА его показатели составили 7,4 очка, 3,1 подбора и 0,2 передачи.
В июле 2021 года Гаврилович подписал контракт с «Орадей».
В августе 2022 Александр подписал контракт с бельгийской командой «Бельфиус Монс-Эно».
С августа 2023 Александр представляет черногорскую команду «Морнар» в адриатической лиге ABA. Одна из самых результативных игр в этой лиге у Александра была против сербской команды «Партизан» (19 очков, 2 подбора и 2 передачи).

## Личная жизнь
Гаврилович родился во французском Страсбурге, затем 6 лет прожил в немецком Бонне, где его мама работала в посольстве Франции. Также семья Гавриловича переезжала в Цюрих и Берн. 
Александр женился 15 февраля 2022 года в городе Страсбург на белоруске Дарье Новиковой.

## Достижения

### Клубные
- Чемпион Болгарии: 2018/2019
- Обладатель Кубка Беларуси: 2019

### Сборная Франции
- Победитель чемпионата Европы (до 20 лет): 2010